# Lanthanide
Les lanthanides sont une famille du tableau périodique comprenant les 15 éléments allant du lanthane (no 57) au lutécium (no 71). Avec le scandium et l'yttrium, ces éléments font partie des terres rares. Ils tirent leur nom du lanthane, premier de la famille, en raison de leurs propriétés chimiques très semblables à ce dernier, du moins pour les plus légers d'entre eux. On les désigne parfois sous le symbole chimique collectif Ln, qui représente alors n'importe quel lanthanide. Ce sont tous des éléments du bloc f, hormis le lutécium, qui appartient au bloc d. Ils forment tous des cations trivalents Ln3+ dont la chimie est très largement déterminée par leur rayon ionique, qui décroît régulièrement du lanthane au lutécium.

## Propriétés générales
Ce sont des métaux brillants avec un éclat argenté qui ternit rapidement lorsqu'ils sont exposés à l'air libre. Ils sont de moins en moins mous au fur et à mesure que leur numéro atomique augmente. Leur température de fusion et leur température d'ébullition sont plus élevées que la plupart des métaux, hormis les métaux de transition. Ils réagissent violemment avec la plupart des non-métaux et brûlent dans l'air. Cette propriété est exploitée dans les pierres à briquet, qui sont constituées d'un alliage de lanthanides, le mischmétal.

Abondance des éléments dans la croute terrestre (échelle logarithmique). Les éléments de terres rares sont indiqués en bleu.

Ces éléments ne sont pas rares dans le milieu naturel, le cérium 58Ce étant le 26e ou 27e élément le plus abondant de l'écorce terrestre (abondance du même ordre que celle du cuivre). Le néodyme 60Nd est plus abondant que le cobalt, le thulium est plus abondant que l'iode, et même le moins abondant des lanthanides non radioactifs, le lutécium 71Lu est plus abondant que l'argent.
Les lanthanides vérifient assez bien l'effet d'Oddo-Harkins, selon lequel les éléments de numéro atomique supérieur à 4 sont plus abondants dans l'univers lorsque leur numéro atomique est pair que lorsqu'il est impair.
| Élément    | Masse atomique | Température de fusion | Température d'ébullition | Masse volumique | Rayon atomique | Configuration électronique[2] | Énergie d'ionisation | Électronégativité (Pauling) | Rayon ionique du trication Ln3+ |
| ---------- | -------------- | --------------------- | ------------------------ | --------------- | -------------- | ----------------------------- | -------------------- | --------------------------- | ------------------------------- |
| Lanthane   | 138,905 47 u   | 920 °C                | 3 464 °C                 | 6,162 g·cm-3    | 187 pm         | [Xe] 6s2 5d1 ( * )            | 538,1 kJ·mol-1       | 1,10                        | 103,2 pm                        |
| Cérium     | 140,116(1) u   | 795 °C                | 3 443 °C                 | 6,770 g·cm-3    | 181,8 pm       | [Xe] 6s2 4f1 5d1 ( * )        | 534,4 kJ·mol-1       | 1,12                        | 102 pm                          |
| Praséodyme | 140,907 66 u   | 935 °C                | 3 130 °C                 | 6,77 g·cm-3     | 182 pm         | [Xe] 6s2 4f3                  | 527 kJ·mol-1         | 1,13                        | 99 pm                           |
| Néodyme    | 144,242(3) u   | 1 024 °C              | 3 074 °C                 | 7,01 g·cm-3     | 181 pm         | [Xe] 6s2 4f4                  | 533,1 kJ·mol-1       | 1,14                        | 98,3 pm                         |
| Prométhium | [145]          | 1 042 °C              | 3 000 °C                 | 7,26 g·cm-3     | 183 pm         | [Xe] 6s2 4f5                  | 540 kJ·mol-1         | 1,13                        | 97 pm                           |
| Samarium   | 150,36(2) u    | 1 072 °C              | 1 900 °C                 | 7,52 g·cm-3     | 180 pm         | [Xe] 6s2 4f6                  | 544,5 kJ·mol-1       | 1,17                        | 95,8 pm                         |
| Europium   | 151,964(1) u   | 826 °C                | 1 529 °C                 | 5,264 g·cm-3    | 180 pm         | [Xe] 6s2 4f7                  | 547,1 kJ·mol-1       | 1,2                         | 94,7 pm                         |
| Gadolinium | 157,25(3) u    | 1 312 °C              | 3 000 °C                 | 7,90 g·cm-3     | 180 pm         | [Xe] 6s2 4f7 5d1 ( * )        | 593,4 kJ·mol-1       | 1,20                        | 93,8 pm                         |
| Terbium    | 158,925 35 u   | 1 356 °C              | 3 123 °C                 | 8,23 g·cm-3     | 177 pm         | [Xe] 6s2 4f9                  | 565,8 kJ·mol-1       | 1,2                         | 92,3 pm                         |
| Dysprosium | 162,500(1) u   | 1 407 °C              | 2 562 °C                 | 8,540 g·cm-3    | 178 pm         | [Xe] 6s2 4f10                 | 573,0 kJ·mol-1       | 1,22                        | 91,2 pm                         |
| Holmium    | 164,930 33 u   | 1 461 °C              | 2 600 °C                 | 8,79 g·cm-3     | 176 pm         | [Xe] 6s2 4f11                 | 581,0 kJ·mol-1       | 1,23                        | 90,1 pm                         |
| Erbium     | 167,259(3) u   | 1 529 °C              | 2 868 °C                 | 9,066 g·cm-3    | 176 pm         | [Xe] 6s2 4f12                 | 589,3 kJ·mol-1       | 1,24                        | 89 pm                           |
| Thulium    | 168,934 22 u   | 1 545 °C              | 1 950 °C                 | 9,32 g·cm-3     | 176 pm         | [Xe] 6s2 4f13                 | 596,7 kJ·mol-1       | 1,25                        | 88 pm                           |
| Ytterbium  | 173,045 u      | 824 °C                | 1 196 °C                 | 6,90 g·cm-3     | 176 pm         | [Xe] 6s2 4f14                 | 603,4 kJ·mol-1       | 1,1                         | 86,8 pm                         |
| Lutécium   | 174,966 8 u    | 1 652 °C              | 3 402 °C                 | 9,841 g·cm-3    | 174 pm         | [Xe] 6s2 4f14 5d1             | 523,5 kJ·mol-1       | 1,27                        | 86,1 pm                         |
( * ) Exceptions à la règle de Klechkowski : lanthane 57La, cérium 58Ce, gadolinium 64Gd.

Les 14 lanthanides non radioactifs
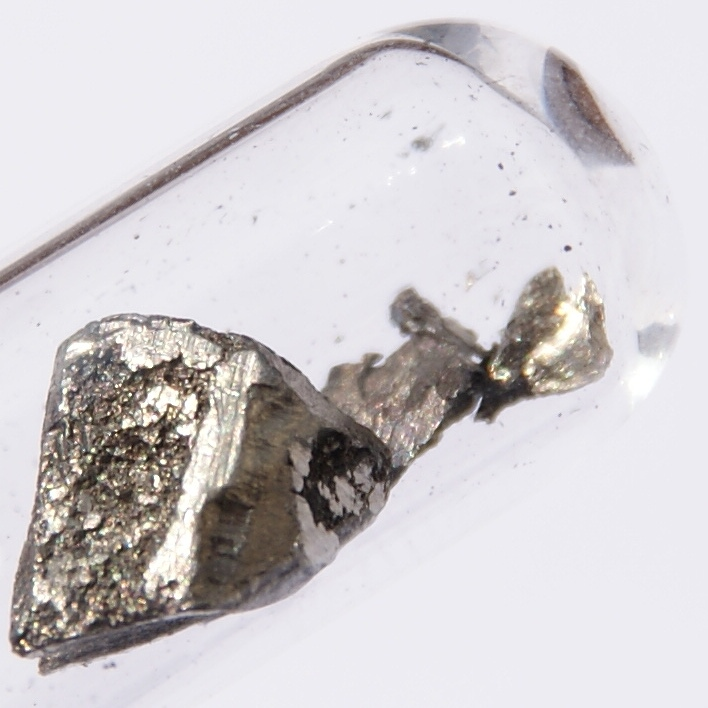
Lanthane.
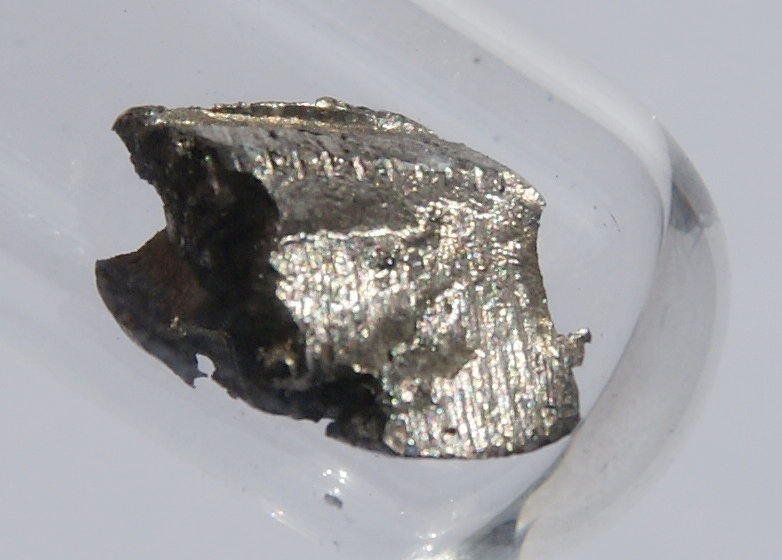
Cérium.
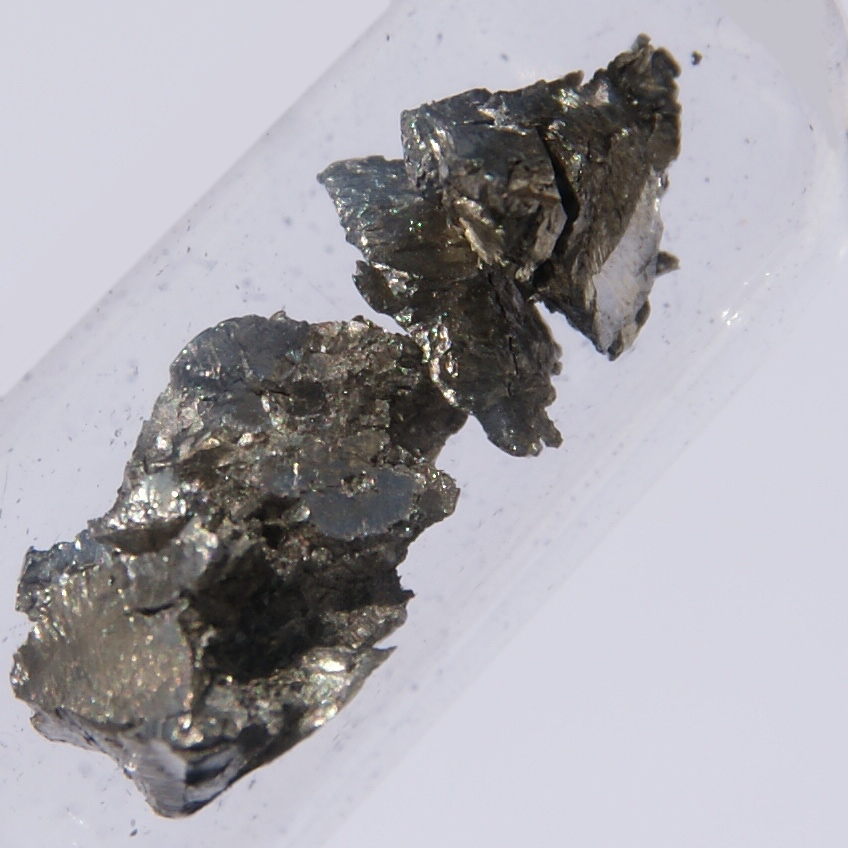
Praséodyme.
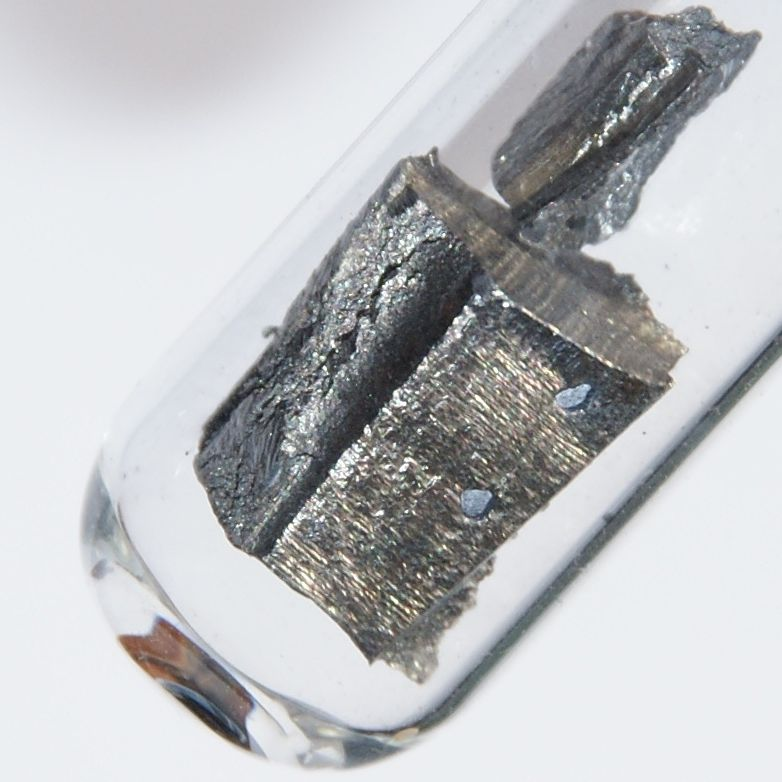
Néodyme.
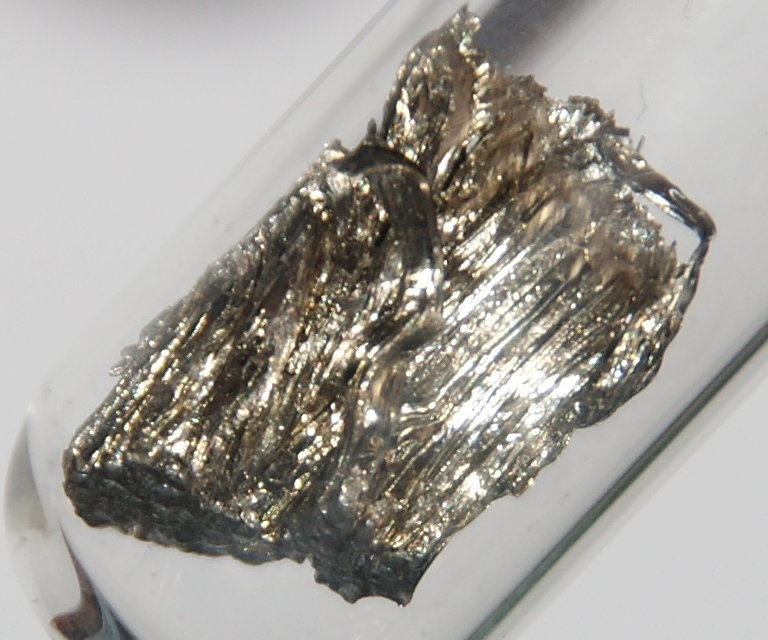
Samarium.
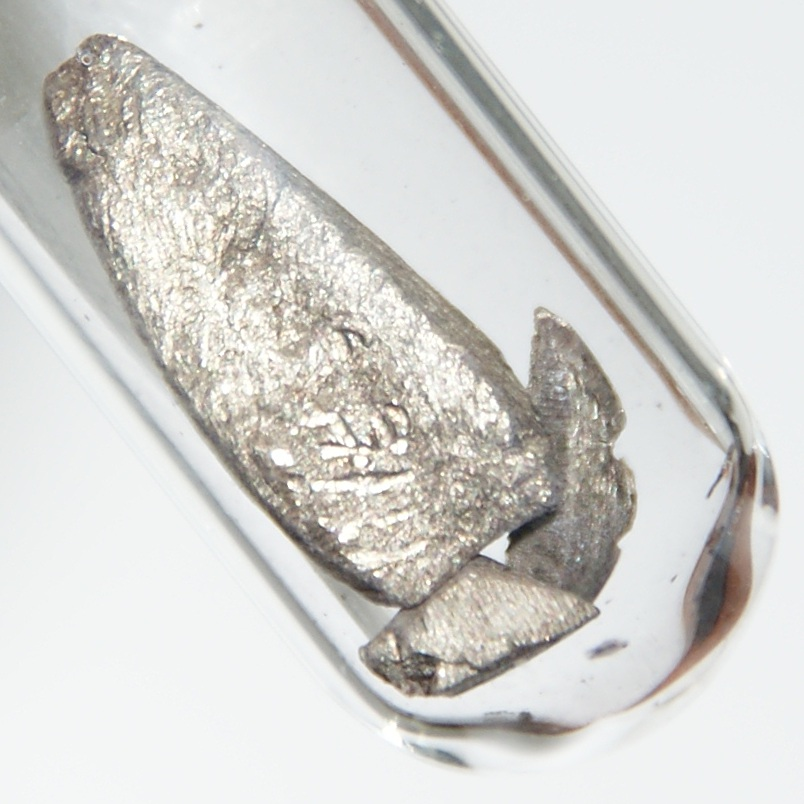
Europium.
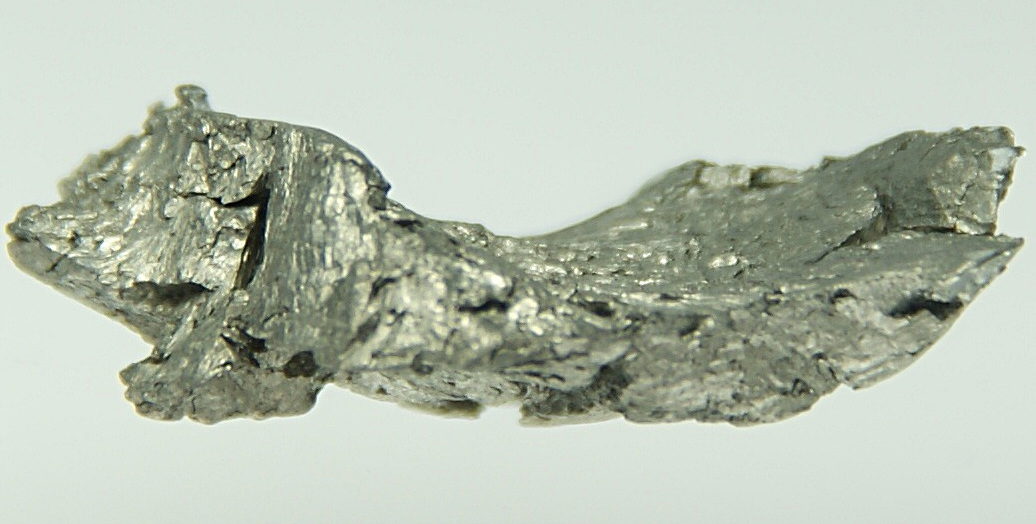
Gadolinium.
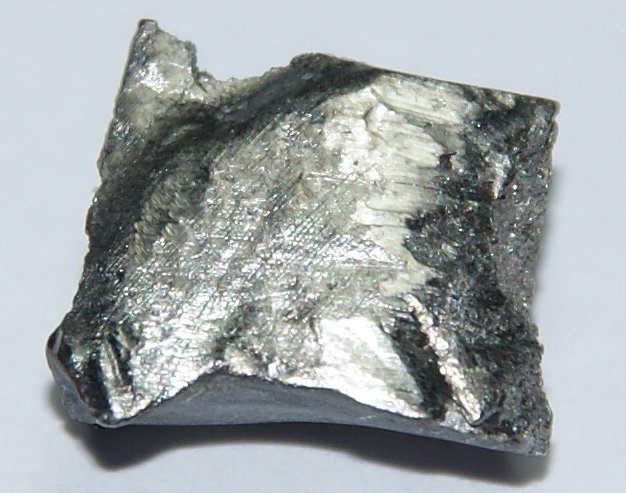
Terbium.
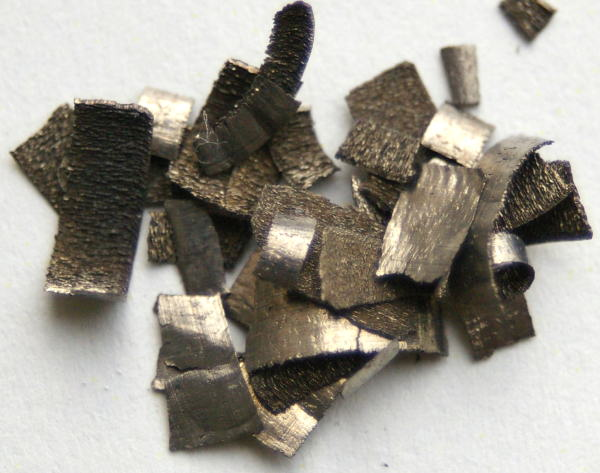
Dysprosium.
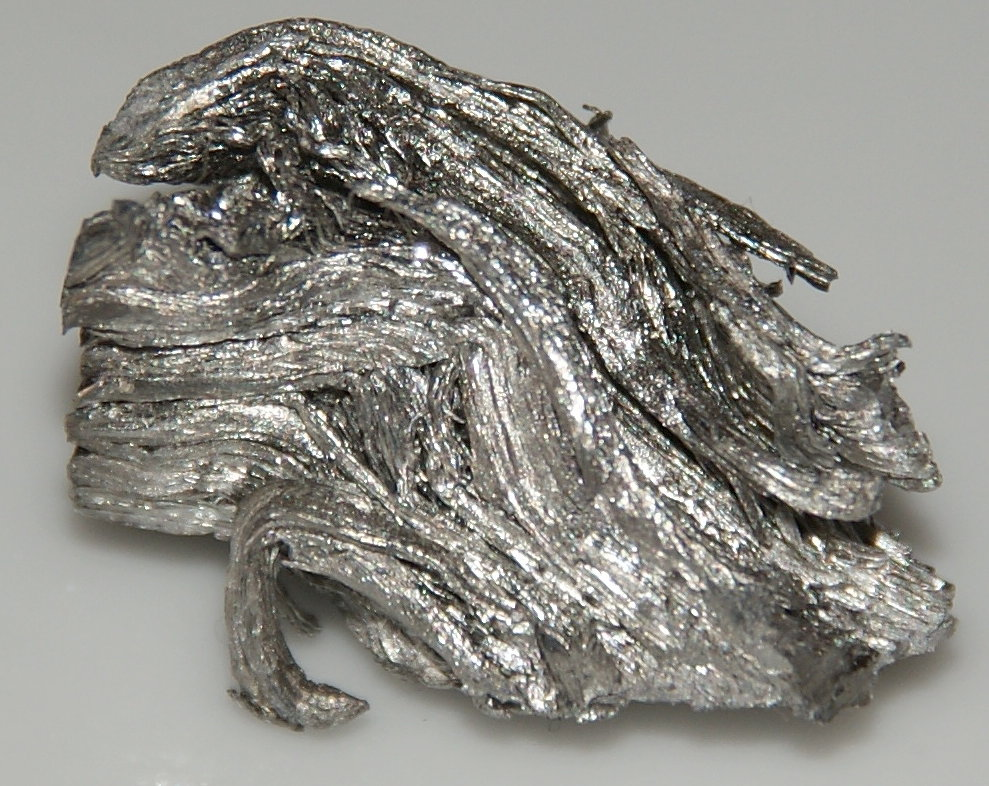
Holmium.
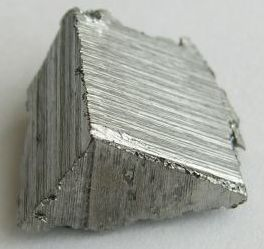
Erbium.
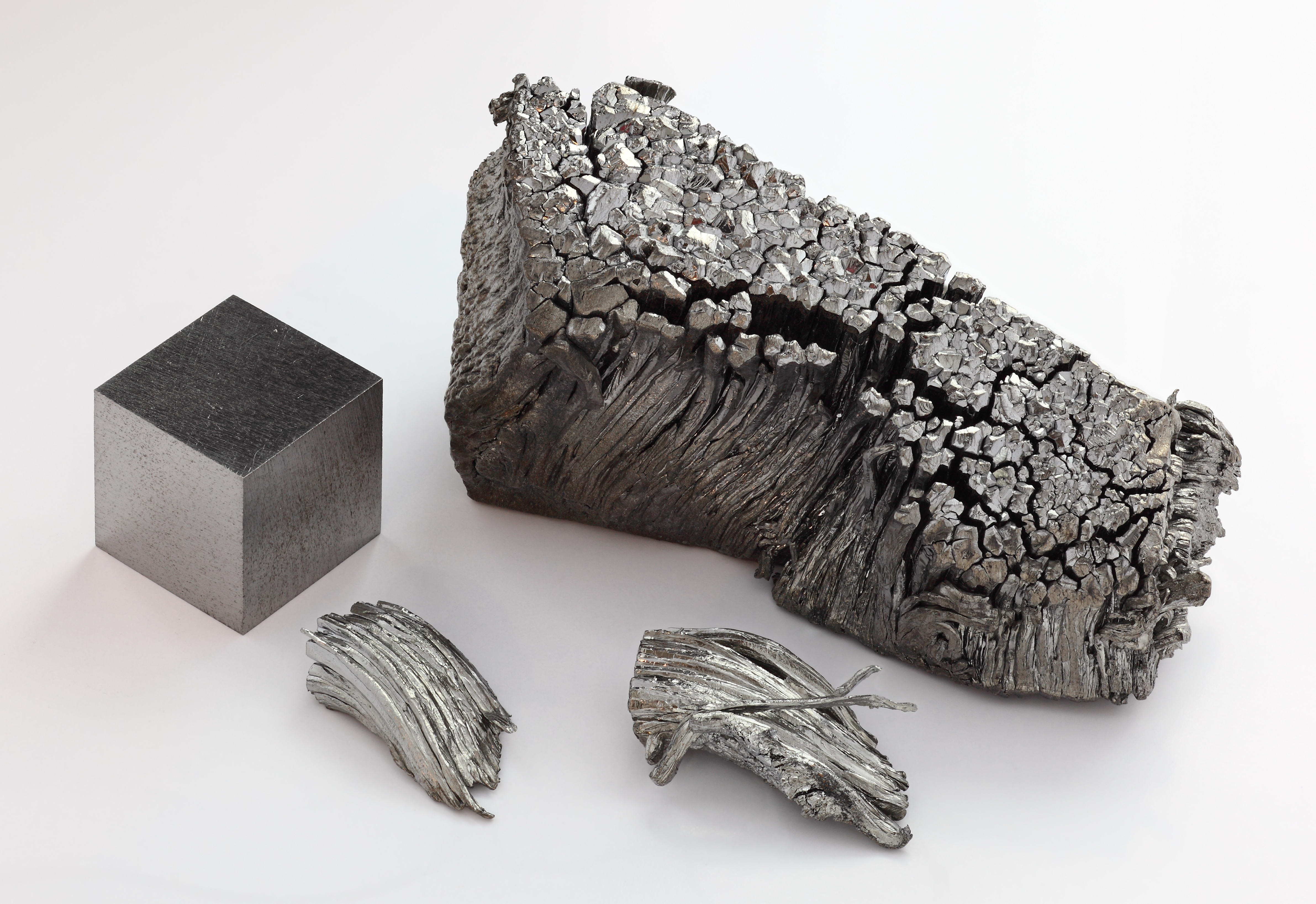
Thulium.
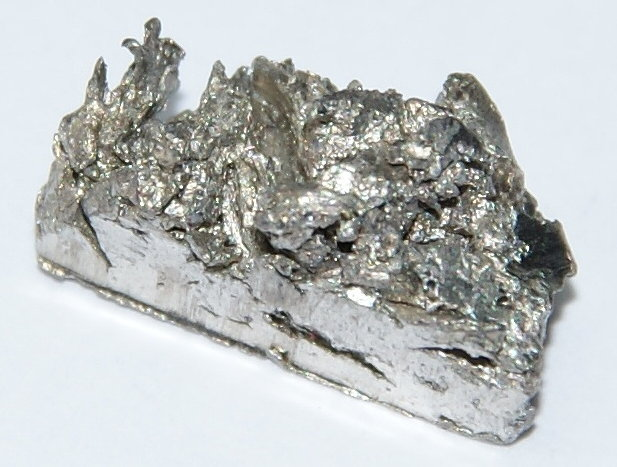
Ytterbium.
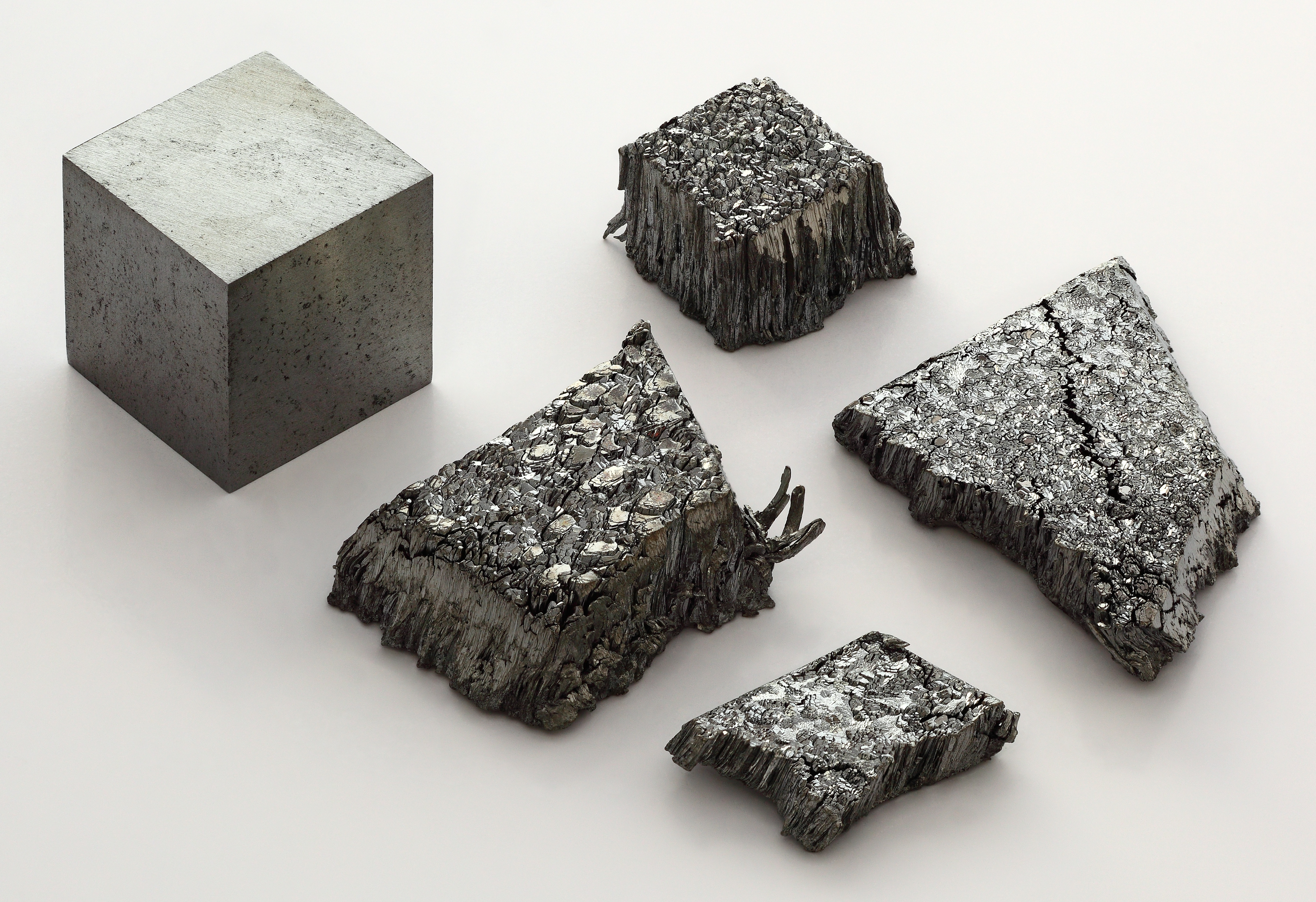
Lutécium.

## Propriétés physiques
La température de fusion des lanthanides augmente globalement du lanthane (920 °C) au lutécium (1 652 °C). On pense qu'elle dépend du degré d'hybridation entre les orbitales 6s, 4f et 5d. Cette hybridation serait à son maximum au niveau du cérium, qui, avec une configuration électronique [Xe] 6s2 4f1 5d1, a la plus faible température de fusion de la famille (795 °C).

### Propriétés métalliques
L'europium, avec une configuration électronique [Xe] 6s2 4f7 caractérisée par une sous-couche 4f à moitié remplie, se démarque par sa masse volumique sensiblement plus faible (5,264 g·cm-3) que celle de tous les autres lanthanides, et son rayon métallique plus élevé (208,4 pm) que celui de tous les autres lanthanides. Il peut être comparé au baryum, dont le rayon métallique est de 222 pm. On pense que l'europium métallique est formé d'ions Eu2+ envoyant chacun seulement deux électrons dans la bande de conduction. L'ytterbium, avec une configuration électronique [Xe] 6s2 4f14 caractérisée par une sous-couche 4f saturée, possède également un grand rayon métallique, et serait lui-aussi formé, à l'état métallique, de cations Yb2+ envoyant chacun deux électrons dans la bande de conduction.
La résistivité des lanthanides métalliques est relativement élevée, allant de 29 à 134 μΩ·cm ; par comparaison, un bon conducteur électrique comme l'aluminium présente une résistivité de 2,655 μΩ·cm.

### Propriétés magnétiques et spectroscopiques
Les lanthanides sont paramagnétiques, à l'exception du lanthane, de l'ytterbium et du lutécium, qui n'ont pas d'électron célibataire. Cela se traduit par une susceptibilité magnétique élevée pour ces éléments. Le gadolinium devient ferromagnétique en dessous de 16 °C (point de Curie), tandis que les lanthanides plus lourds (terbium, dysprosium, holmium, erbium, thulium et ytterbium) deviennent ferromagnétiques chacun à une température bien plus faible.
À l'exception du lanthane et du lutécium, tous les cations trivalents Ln3+ possèdent des électrons célibataires dans la sous-couche 4f. Leur moment magnétique varie cependant sensiblement de leur valeur déduite uniquement du spin, en raison d'un fort couplage spin-orbite. Le nombre maximum d'électrons célibataires est atteint avec l'ion Gd3+, dont le moment magnétique est de 7,94 M.B. tandis que les moments magnétiques les plus élevés (10,4–10,7 M.B.) sont observés pour les ions Dy3+ et Ho3+. Cependant, tous les électrons du Gd3+ ont un spin parallèle, ce qui est important dans l'utilisation du gadolinium comme agent de contraste en imagerie par résonance magnétique.
La levée de dégénérescence des orbitales 4f dans les ions de lanthanides est assez réduite, avec une distribution des niveaux d'énergie plus étroite que le couplage spin-orbite. Les transitions entre orbitales 4f sont interdites par la règle de Laporte (en). De plus, dans la mesure où ces orbitales sont relativement internes à l'atome, elles sont faiblement couplées aux vibrations moléculaires. Par conséquent, le spectre des ions de lanthanides est assez peu marqué et leurs bandes d'absorption sont également étroites. Les verres contenant de l'oxyde d'holmium(III) Ho2O3 et les solutions d'oxyde d'holmium(III) (généralement dans l'acide perchlorique HClO4) présentent des pics d'absorption intenses dans le domaine spectral de 200 à 900 nm : ils sont disponibles sur le marché et peuvent être utilisés pour l'étalonnage de spectroscopes et monochromateurs.
Dans la mesure où les transitions f → f sont interdites, la relaxation d'un électron excité vers son état fondamental est plutôt lente. Cela rend les lanthanides intéressants pour réaliser des lasers car l'inversion de population est alors aisément réalisable. Le laser Nd:YAG, ou grenat d'yttrium-aluminium Y3Al5O12 (YAG) dopé au néodyme, est un type de laser très courant. Le vanadate d'yttrium YVO4 dopé à l'europium a été l'une des premières substances phosphorescentes utilisées pour réaliser des tubes cathodiques en couleur. Les propriétés luminescentes remarquables des lanthanides proviennent de leurs orbitales 4f.

## Propriétés chimiques
Ils forment une famille très homogène caractérisée par le remplissage progressif de la sous-couche électronique 4f. Les éléments appartiennent donc au bloc f à l'exception du plus lourd, le lutécium 71Lu, qui appartient au bloc d.
Les lanthanides sont souvent représentés indistinctement avec le pseudo-symbole chimique Ln. D'une manière générale, ils sont très électropositifs. Ils sont chimiquement très similaires au lanthane — d'où leur nom. Pour tous les lanthanides l'état d'oxydation +3 est le plus stable, avec une uniformité non égalée dans le tableau périodique. Naturellement et dans leurs composés synthétiques les plus courants, les lanthanides se présentent sous la forme de cations trivalents Ln3+, mais ils sont également tous susceptibles de former des cations divalents Ln2+ en solution. Seuls le cérium 58Ce (qui présente les états +3 et +4) et l'europium 63Eu (qui présente les états +2 et +3) possèdent d'autres états d'oxydation aisément accessibles, ce qui permet par ailleurs de séparer ces éléments des autres lanthanides. Les lanthanides plus lourds que le cérium atteignent difficilement le degré d'oxydation +4. Cela s'explique par le fait que les orbitales f sont relativement internes : il est difficile d'enlever des électrons f. Leurs trications Ln3+ sont dits durs au sens de la théorie HSAB.
Le rayon ionique des cations Ln3+ décroît lorsque le numéro atomique augmente, phénomène appelé contraction des lanthanides : l'efficacité de l'écrantage du noyau par les électrons d'une orbitale f est en effet assez faible (l'ordre d'efficacité décroissante par orbitale atomique étant s > p > d > f) et ne compense pas entièrement la charge croissante du noyau atomique quand le numéro atomique augmente. Pour cette raison, le rayon ionique du Lu3+ est semblable à celui du Y3+ bien que le lutécium soit situé dans la 6e période juste au-dessus de l'yttrium, situé quant à lui dans la 5e période dans le tableau périodique.
Les propriétés des orbitales f font que les électrons qu'elles contiennent sont peu disponibles pour former des liaisons covalentes. Pour cette raison, les ions des lanthanides forment des complexes sans préférence en ce qui concerne leur géométrie de coordination. Les cations de lanthanides forment des complexes de coordination où le cation de lanthanide est typiquement entouré de 8 à 10 atomes donneurs, une coordinence plus élevée que pour les cations des métaux de transition.
Le néodyme, le terbium et l'ytterbium ont également la propriété de former avec des anions cyclooctatétraénure, [C8H8]2−, noté COT, des composés sandwich du type M(COT)2, lanthanocène.

### Énergie d'ionisation
L'énergie d'ionisation des lanthanides peut être comparée à celle de l'aluminium. Pour ce dernier, la somme des trois premières énergies d'ionisation s'élève à 5 139 kJ·mol-1, tandis que cette somme est comprise dans l'intervalle 3 455-4 186 kJ·mol−1 pour les lanthanides, ce qui est en accord avec le caractère chimiquement très réactif de ces éléments : elle est minimum pour le lanthane et maximum pour l'ytterbium, avec un maximum local pour l'europium, ce qui correspond au remplissage partiel de la sous-couche 4f pour l'europium et à la saturation de cette sous-couche pour l'ytterbium. Ces deux éléments forment des sels où ils sont à l'état d'oxydation +2, notamment des dihydrures. Ils présentent ainsi des similitudes avec les métaux alcalino-terreux. La somme des deux premières énergies d'ionisation de l'europium vaut d'ailleurs 1 632 kJ·mol-1, à comparer à la somme équivalente du baryum, qui vaut 1 563,1 kJ·mol-1.
La facilité relative avec laquelle un 4e électron peut être retiré du cérium et, dans une moindre mesure, du praséodyme, explique pourquoi des composés de cérium(IV) et de praséodyme(IV) peuvent se former : il se forme ainsi du dioxyde de cérium CeO2 plutôt que du sesquioxyde Ce2O3 lorsque le cérium réagit avec l'oxygène O2.

### Séparation des lanthanides
Le fait que le rayon ionique de lanthanides adjacents soit très semblable fait qu'il est difficile de les séparer les uns des autres dans les minerais naturels et, plus généralement, lorsqu'ils sont mélangés. On procédait jadis en cascade et par cristallisation fractionnée. Dans la mesure où leur rayon est malgré tout légèrement différent, l'énergie réticulaire de leurs sels ainsi que l'énergie d'hydratation de leurs ions sont également légèrement différentes, d'où de légères différences de solubilité. On peut utiliser pour ce faire des sels de formule générique Ln(NO3)3·2NH4NO3·4H2O par exemple.
Dans l'industrie, on sépare les lanthanides par extraction liquide-liquide. On les extrait généralement d'une solution aqueuse de nitrates vers du kérosène contenant du phosphate de tributyle (CH3CH2CH2CH2O)3PO. Les complexes formés deviennent de plus en plus stables à mesure que le rayon ionique décroît, de sorte que la solubilité de la phase organique augmente. On peut réaliser une séparation complète en continu par échange à contre-courant (en). On peut également séparer les lanthanides par chromatographie à échange d'ions en tirant profit du fait que la constante de stabilité pour la formation de l'EDTA croît de logK ≈ 15,5 pour [La(EDTA)]− à logK ≈ 19,8 pour [Lu(EDTA)]−.

## Applications
Les composés aux lanthanides sont employés par exemple pour réaliser des supraconducteurs, des aimants aux terres rares samarium-cobalt et néodyme-fer-bore, des catalyseurs pour le raffinage du pétrole, et des batteries d'accumulateurs pour automobiles hybrides électriques. Les cations de lanthanides sont utilisés comme ions actifs de matériaux luminescents pour applications optoélectroniques, en premier lieu pour réaliser des lasers Nd:YAG. Les amplificateurs optiques à fibres dopées à l'erbium sont un composant important des systèmes de télécommunications à fibres optiques. Les substances phosphorescentes aux lanthanides ont également été très utilisées pour réaliser des tubes cathodiques, notamment de téléviseurs couleur. Des sphères en grenat de fer et d'yttrium (YIG) peuvent être utilisées comme résonateurs microondes réglables. Les oxydes de lanthanides mélangés au tungstène permettent d'améliorer leurs propriétés thermiques lors du soudage TIG, permettant de remplacer le dioxyde de thorium ThO2, dont l'utilisation présente des risques sanitaires. Des lanthanides sont également utilisés par de nombreux équipements militaires tels que les jumelles de vision nocturne et les télémètres. Le système de radars AN/SPY-1 équipant certains bâtiments dotés du système de combat Aegis et le système de propulsion hybride des destroyers de la classe Arleigh Burke utilisent tous des aimants aux terres rares.
Les lanthanides interviennent également dans des domaines tels que la photocatalyse (« water splitting »), la photoluminescence, la formulation de matériaux avancés pour l'électronique, ainsi que dans l'industrie nucléaire, avec la conception de matrices d'accueil pour l'incorporation, le stockage et le retraitement d'actinides.
Dans la famille des lanthanides se recrutent une bonne part des poisons consommables (absorbeurs de neutrons) utilisés dans les réacteurs nucléaires, généralement sous forme d'oxyde, car les isotopes pauvres en neutrons des actinides sont souvent efficaces pour les captures neutroniques. C'est par exemple le cas de l'europium, du gadolinium, de l'erbium et du dysprosium.